# کیرووائول
کیرووائول (به لاتین: Kirovaul) یک شهرک در روسیه است که در داغستان واقع شده‌است.